# U-596 (tàu ngầm Đức)
U-596 là một tàu ngầm tấn công  Lớp Type VII thuộc phân lớp Type VIIC được Hải quân Đức Quốc Xã chế tạo trong Chiến tranh Thế giới thứ hai. Nhập biên chế năm 1941, nó đã thực hiện được mười hai chuyến tuần tra, đánh chìm mười hai tàu buôn với tổng tải trọng 41.411 GRT cùng một tàu chiến tải trọng 246 tấn, đồng thời gây hư hại cho hai tàu buôn với tổng tải trọng 14.180 GRT. U-596 bị hư hại nặng trong một cuộc không kích của Không lực Lục quân Hoa Kỳ xuống đảo Salamis, Hy Lạp vào ngày 24 tháng 9, 1944, và sau đó bị đánh đắm vào ngày 30 tháng 9, 1944.

## Thiết kế và chế tạo

### Thiết kế

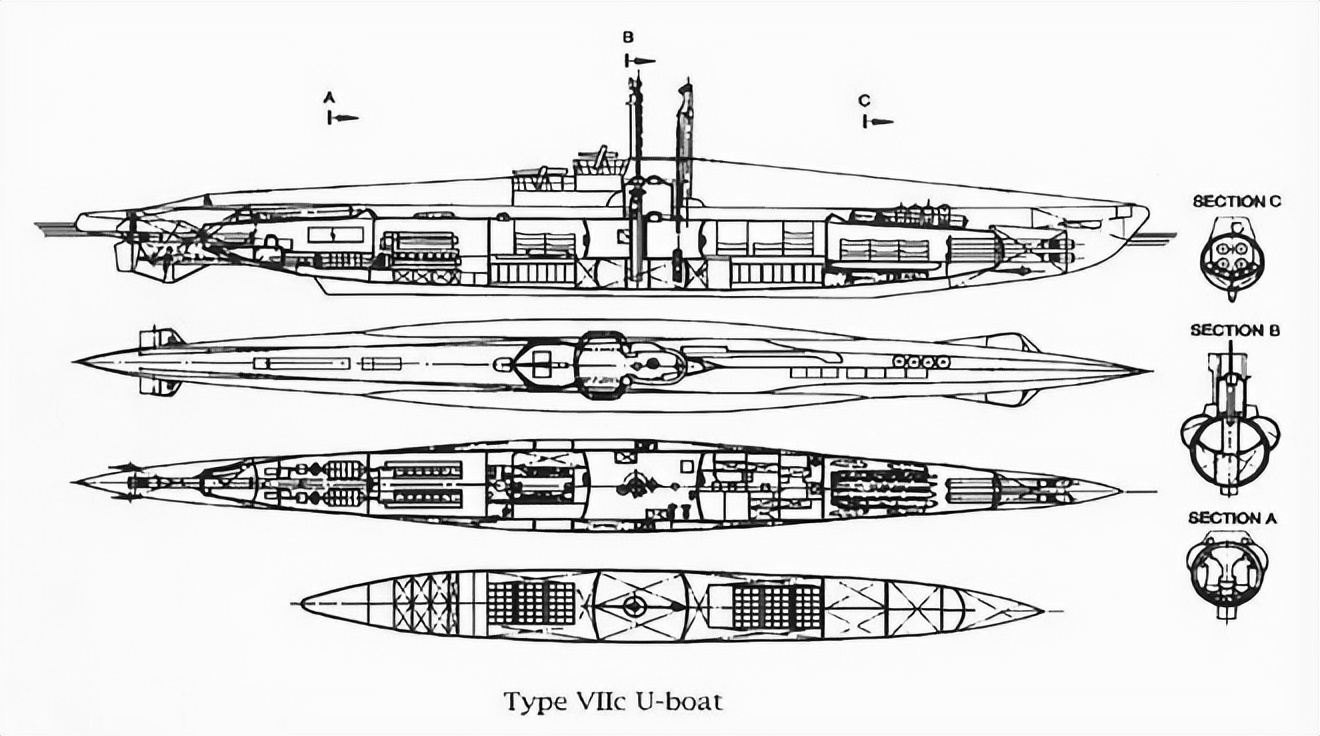
Sơ đồ các mặt cắt một tàu ngầm Type VIIC

Phân lớp VIIC của Tàu ngầm Type VII là một phiên bản VIIB được kéo dài thêm. Chúng có trọng lượng choán nước 769 t (757 tấn Anh) khi nổi và 871 t (857 tấn Anh) khi lặn). Con tàu có chiều dài chung 67,10 m (220 ft 2 in), lớp vỏ trong chịu áp lực dài 50,50 m (165 ft 8 in), mạn tàu rộng 6,20 m (20 ft 4 in), chiều cao 9,60 m (31 ft 6 in) và mớn nước 4,74 m (15 ft 7 in).
Chúng trang bị hai động cơ diesel Germaniawerft F46 siêu tăng áp 6-xy lanh 4 thì, tổng công suất 2.800–3.200 PS (2.100–2.400 kW; 2.800–3.200 bhp), dẫn động hai trục chân vịt đường kính 1,23 m (4,0 ft), cho phép đạt tốc độ tối đa 17,7 kn (32,8 km/h), và tầm hoạt động tối đa 8.500 nmi (15.700 km) khi đi tốc độ đường trường 10 kn (19 km/h). Khi đi ngầm dưới nước, chúng sử dụng hai động cơ/máy phát điện Garbe, Lahmeyer & Co. RP 137/c  tổng công suất 750 PS (550 kW; 740 shp). Tốc độ tối đa khi lặn là 7,6 kn (14,1 km/h), và tầm hoạt động 80 nmi (150 km) ở tốc độ 4 kn (7,4 km/h). Con tàu có khả năng lặn sâu đến 230 m (750 ft).
Vũ khí trang bị có năm ống phóng ngư lôi 53,3 cm (21 in), bao gồm bốn ống trước mũi và một ống phía đuôi, và mang theo tổng cộng 14 quả ngư lôi, hoặc tối đa 22 quả thủy lôi TMA, hoặc 33 quả TMB. Tàu ngầm Type VIIC bố trí một hải pháo 8,8 cm SK C/35 cùng một pháo phòng không 2 cm (0,79 in) trên boong tàu. Thủy thủ đoàn bao gồm 4 sĩ quan và 40-56 thủy thủ.

### Chế tạo
U-596 được đặt hàng vào ngày 16 tháng 1, 1940, và được đặt lườn tại xưởng tàu của hãng Blohm & Voss ở Hamburg vào ngày 4 tháng 1, 1941. Nó được hạ thủy vào ngày 17 tháng 9, 1941, và nhập biên chế cùng Hải quân Đức Quốc Xã vào ngày 13 tháng 11, 1941 dưới quyền chỉ huy của Hạm trưởng, Đại úy Hải quân Gunter Jahn.

## Lịch sử hoạt động

### 1942
Sau khi hoàn tất việc huấn luyện trong thành phần Chi hạm đội U-boat 8, U-596 được điều sang Chi hạm đội U-boat 3 từ ngày 1 tháng 7, 1942 để hoạt động trên tuyến đầu. Nó lại được điều sang Chi hạm đội U-boat 29 từ ngày 19 tháng 11, 1942 để hoạt động tại khu vực Địa Trung Hải cho đến khi bị mất.

#### Chuyến tuần tra thứ nhất
U-596 có các chuyến đi ngắn từ cảng Kiel, Đức trong tháng 6 và tháng 7, 1942, khi một sự cố nổ ắc-quy trên tàu buộc nó phải đi đến cảng Bergen , Na Uy để sửa chữa. Nó khởi hành từ Bergen vào ngày 8 tháng 8 cho chuyến tuần tra đầu tiên trong chiến tranh. Nó đã tiến ra Bắc Hải, rồi băng qua khe GI-UK giữa Iceland và quần đảo Faroe để vòng qua quần đảo Anh, và hoạt động tại khu vực Trung tâm Bắc Đại Tây Dương. Tại đây nó đã phóng ngư lôi đánh chìm chiếc tàu buôn Thụy Điển Suecia 4.966 GRT, vốn bị rơi lại phía sau Đoàn tàu SC-95, vào ngày 16 tháng 8. Sau đó ở vị trí về phía Đông Nam mũi Farewell, Greenland, U-596 tấn công Đoàn tàu SC-100 và đã đánh chìm chiếc tàu buôn Anh Empire Hartebeeste 5.676 GRT vào ngày 20 tháng 8.
Đến ngày 24 tháng 8, trong khi tìm cách tấn công Đoàn tàu ONS-122, U-596 bị các tàu khu trục Anh HMS Viscount và tàu corvette Na Uy HNoMS Potentilla phát hiện và tấn công bằng mìn sâu, buộc chiếc tàu ngầm phải lặn sâu để ẩn nấp. Sang ngày 30 tháng 9, nó bị một máy bay không rõ lai lịch tấn công và bị hư hại nặng. Nó xoay sở đi đến được cảng St. Nazaire bên bờ Đại Tây Dương của Pháp đã bị Đức chiếm đóng vào ngày 3 tháng 10.

#### Chuyến tuần tra thứ hai
U-596 xuất phát từ cảng St. Nazaire vào ngày 4 tháng 11 cho chuyến tuần tra thứ hai. Nó hoạt động tại vùng biển ngoài khơi Bồ Đào Nha trước khi chuyển sang hoạt động trong khu vực Địa Trung Hải. Chiếc U-boat đã thành công trong việc băng qua eo biển Gibraltar được phía Đồng Minh canh phòng nghiêm ngặt vào ngày 9 tháng 11, và kết thúc chuyến tuần tra khi đi đến cảng La Spezia, Ý vào ngày 15 tháng 11.

### 1943

#### Chuyến tuần tra thứ ba
Chuyến tuần tra thứ ba của U-596, cùng xuất phát và kết thúc tại cảng La Spezia, kéo dài từ ngày 27 tháng 1 đến ngày 16 tháng 2, 1943. Chiếc tàu ngầm đã hoạt động dọc bờ biển Bắc Phi ngoài khơi Algérie, nơi vào ngày 7 tháng 2 nó đã phóng ngư lôi đánh chìm chiếc tàu đổ bộ HMS LCI (L) 162 (246 tấn) của Hải quân Hoàng gia Anh ở vị trí khoảng 25 nmi (46 km) về phía Đông Bắc Mostaganme, Algérie.

#### Chuyến tuần tra thứ tư
Trong chuyến tuần tra tiếp theo diễn ra từ ngày 28 tháng 2 đến ngày 12 tháng 3, U-596 tiếp tục hoạt động tại vùng biển ngoài khơi Algérie. Tại đây vào ngày 9 tháng 3, nó phóng ngư lôi tấn công Đoàn tàu KMS-10, và gây hư hại cho các tàu buôn Anh Fort Norman 7.133 GRT và Empire Standard 7.047 GRT ở vị trí giữa Algiers và Oran.

#### Chuyến tuần tra thứ năm
Tiếp tục hoạt động từ căn cứ La Spezia cho chuyến tuần tra thứ năm kéo dài từ ngày 23 tháng 3 đến ngày 15 tháng 4, U-596 vẫn hoạt động tại Bắc Phi ngoài khơi Algérie. Vào ngày 30 tháng 3, nó đã phóng ngư lôi tấn công Đoàn tàu ET-13, và đánh chìm tàu chở dầu Na Uy Hallanger 9.551 GRT cùng tàu buôn Anh Fort a la Corne 7.133 GRT ở vị trí về phía Tây Algiers. Đến cuối tháng 4, chiếc tàu ngầm chuyển căn cứ hoạt động từ La Spezia đến cảng Pola (nay là Pula thuộc Croatia).

#### Chuyến tuần tra thứ sáu
Chuyến tuần tra thứ sáu của U-596, cùng xuất phát và kết thúc tại cảng La Spezia, chỉ kéo dài trong mười ngày. Nó đã hoạt động trong biển Ionia từ ngày 17 đến ngày 26 tháng 6.

#### Chuyến tuần tra thứ bảy
Rời Pola vào ngày 10 tháng 8 cho chuyến tuần tra thứ bảy, U-596 hoạt động tại khu vực Đông Địa Trung Hải ngoài khơi Ai Cập, Palestine và Liban. Tại đây nó đã đánh chìm một loạt các thuyền buồm Ai Cập và Palestine: El Sayeda 68 GRT vào ngày 20 tháng 8; Lily 132 GRT, Namaz 50 GRT và Panikos 21 GRT vào ngày 22 tháng 8; Nagwa 1.833 GRT vào ngày 30 tháng 8; và Hamidieh 80 GRT vào ngày 7 tháng 9.  
Chiếc tàu ngầm kết thúc chuyến tuần tra khi đi đến căn cứ mới tại đảo Salamis, Hy Lạp vào ngày 10 tháng 9.

#### Chuyến tuần tra thứ tám
U-596 xuất phát từ Salamis vào ngày 28 tháng 9 cho chuyến tuần tra thứ tám, và hoạt động tại vùng biển ngoài khơi Libya. Tại đây vào ngày 4 tháng 10, nó phóng một loạt ngư lôi tấn công Đoàn tàu XT-4, đánh chìm chiếc tàu chở dầu Na Uy Marit 5.542 GRT ở vị trí khoảng 75 nmi (139 km) về phía Tây Darnah, Libya. Ngay sau đó chiếc tàu ngầm bị tàu corvette HMS Gloxinia của Hải quân Hoàng gia Anh phát hiện và thả bốn quả mìn sâu phản công, khiến U-596 bị hư hại, nhưng nó rút lui được và về đến căn cứ Pola vào ngày 10 tháng 10.

#### Chuyến tuần tra thứ chín
Chuyến tuần tra thứ chín trong biển Ionia của U-596, cùng xuất phát và kết thúc tại cảng Pola, kéo dài từ ngày 30 tháng 11 đến ngày 28 tháng 12. Vào ngày 9 tháng 12, nó tấn công Đoàn tàu HA-11 , đánh chìm chiếc tàu chở quân Anh Cap Padaran 8.009 GRT ở vị trí về phía Đông Bắc mũi Spartivento.

### 1944

#### Chuyến tuần tra thứ mười và mười một
Trong hai chuyến tuần tra tiếp theo, lần lượt từ ngày 12 tháng 2 đến ngày 11 tháng 3 và từ ngày 9 đến ngày 29 tháng 4, U-596 hoạt động trong các vùng biển Ionia và biển Adriatic, nhưng không đánh chìm thêm được mục tiêu nào.

#### Chuyến tuần tra thứ mười hai
U-596 xuất phát từ cảng Pola vào ngày 29 tháng 7 cho chuyến tuần tra thứ mười hai, cũng là chuyến cuối cùng, và đã hoạt động tại khu vực vịnh Sirte bên bờ biển Libya. Nó kết thúc chuyến tuần tra khi đi đến đảo Salamis vào ngày 1 tháng 9 mà không đánh chìm được mục tiêu nào.

#### Bị mất
Máy bay ném bom thuộc Không lực 15 Không lực Lục quân Hoa Kỳ đã tiến hành ném bom xuống căn cứ hải quân tại đảo Salamis vào ngày 24 tháng 9, khiến một người tử trận. U-596 bị hư hại nặng đến mức thành viên thủy thủ đoàn phải bỏ tàu để rút lui về Athens. Chiếc tàu ngầm bị đánh đắm trong vịnh Skaramanga gần Salamis vào ngày 30 tháng 9, tại tọa độ 37°59′B 23°34′Đ / 37,983°B 23,567°Đ.

### "Bầy sói" tham gia
U-596 từng tham gia hai bầy sói:
- Lohs (11 tháng 8 – 22 tháng 9, 1942)
- Delphin (4 – 13 tháng 11, 1942)

### Tóm tắt chiến công
U-596 đã đánh chìm được mười hai tàu buôn với tổng tải trọng 41.411 GRT cùng một tàu chiến tải trọng 246 tấn, đồng thời gây hư hại cho hai tàu buôn với tổng tải trọng 14.180 GRT:
| Ngày             | Tên tàu            | Quốc tịch                     | Tải trọng | Số phận      |
| ---------------- | ------------------ | ----------------------------- | --------- | ------------ |
| 16 tháng 8, 1942 | Suecia             | Sweden                        | 4.966     | Bị đánh chìm |
| 20 tháng 9, 1942 | Empire Hartebeeste | United Kingdom                | 5.676     | Bị đánh chìm |
| 7 tháng 2, 1943  | HMS LCI (L) 162    | Hải quân Hoàng gia Anh        | 246       | Bị đánh chìm |
| 9 tháng 3, 1943  | Empire Standard    | United Kingdom                | 7.047     | Bị hư hại    |
| 30 tháng 3, 1943 | Fort Norman        | United Kingdom                | 7.133     | Bị hư hại    |
| 30 tháng 3, 1943 | Fort a la Corne    | United Kingdom                | 7.133     | Bị đánh chìm |
| 30 tháng 3, 1943 | Hallanger          | Norway                        | 9.551     | Bị đánh chìm |
| 20 tháng 8, 1943 | El Sayeda          | Egypt                         | 68        | Bị đánh chìm |
| 21 tháng 8, 1943 | Lily               | British Mandate for Palestine | 132       | Bị đánh chìm |
| 21 tháng 8, 1943 | Namaz              | United Kingdom                | 50        | Bị đánh chìm |
| 21 tháng 8, 1943 | Panikos            | United Kingdom                | 21        | Bị đánh chìm |
| 30 tháng 8, 1943 | Nagwa              | Egypt                         | 183       | Bị đánh chìm |
| 7 tháng 9, 1943  | Hamidieh           | Egypt                         | 80        | Bị đánh chìm |
| 4 tháng 10, 1943 | Marit              | Norway                        | 5.542     | Bị đánh chìm |
| 9 tháng 12, 1943 | Cap Padaran        | United Kingdom                | 8.009     | Bị đánh chìm |